# Gare de Grenade (Haute-Garonne)
Ne doit pas être confondue avec la gare espagnole de Grenade.
La gare de Grenade était une gare ferroviaire française, située sur le territoire de la commune de Grenade, dans le département de la Haute-Garonne, en région Occitanie.
C'était une halte, mise en service en 1903 par la CFSO, et définitivement fermée au trafic des voyageurs et des marchandises en 1947. Situé sur une section déclassée et déferrée, le bâtiment est toujours présent et réaffecté.

## Situation ferroviaire
Établie à 117 mètres d'altitude, la gare de Grenade était située au point kilométrique (PK) 25,5 de la ligne de Toulouse à Cadours.
Gare fermée située sur une section de ligne déclassée.

## Patrimoine ferroviaire
L'ancien bâtiment voyageurs a été restauré et porte un panneau Gare de Grenade indiquant sa fonction historique.
Le Petit Train de Grenade, une association de passionnés de modélisme ferroviaire, a construit un réseau miniature à une centaine de mètres de la gare, notamment sur l'ancien pont-rail de la ligne enjambant la Save,.